# Mysterious Ways (U2)
Mysterious Ways is een nummer van de Ierse band U2 en afkomstig van het album Achtung Baby uit 1991. Het nummer werd als 7 inch vinylsingle en als extra versie met 4 remixen van het nummer in december van dat jaar op cd-single en 12 inch vinyl maxi single uitgebracht.

## Achtergrond
Dit nummer staat ook op het album Achtung Baby. Er is een liveversie te vinden op de dvd Zoo-TV: Live from Sydney. U2 speelde dit nummer tijdens het openingsconcert van de ZOO-TV-tour op 29 februari 1992 in Lakeland in Florida.
Naast de hierboven genoemde remixen is het nummer ook geremixt door Paul Oakenfold, Massive Attack en de Stereo MC's.
De plaat werd een wereldwijde hit en behaalde in U2's thuisland Ierland de nummer 1-positie. Ook in Canada, Italië en Portugal werd de nummer 1-positie behaald. In de VS werd de 9e positie bereikt in de Billboard Hot 100, In de Eurochart Hot 100 de 14e, Zweden de 17e, Duitsland de 46e, Zwitserland de 13e en in het Verenigd Koninkrijk eveneens een 13e positie in de UK Singles Chart.
In Nederland was de plaat op vrijdag 22 november 1991 Veronica Alarmschijf op Radio 3 en werd een hit in de destijds twee landelijke hitlijsten op de nationale publieke popzender. De plaat bereikte de 8e positie in de Nederlandse Top 40 en de 13e positie in de Nationale Top 100.
In België bereikte de plaat de 12e positie in de voorloper van de Vlaamse Ultratop 50 en de 6e positie in de Vlaamse Radio 2 Top 30. In Wallonië werd géén notering behaald.
In de sinds december 1999 jaarlijks uitgezonden NPO Radio 2 Top 2000 van de Nederlandse publieke radiozender NPO Radio 2, stond de plaat tot nu toe alleen van 2014 t/m 2019 genoteerd met als hoogste notering een 1693e positie in 2015.

## Covers
De volgende artiesten hebben Mysterious Ways gecoverd:
- Blue Plastic
- KMFDM
- New Voices of Freedom
- Stereofeed
- Studio 99
- Snow Patrol

## NPO Radio 2 Top 2000
| Nummer met noteringen in de NPO Radio 2 Top 2000 | '14  | '15  | '16  | '17  | '18  | '19  |
| ------------------------------------------------ | ---- | ---- | ---- | ---- | ---- | ---- |
| Mysterious Ways                                  | 1775 | 1693 | 1954 | 1900 | 1908 | 1893 |

1. ↑  Een vetgedrukt getal geeft de hoogste notering aan.
2. ↑  2014 was het eerste jaar met een notering voor dit nummer.
3. ↑  Deze tabel is bijgewerkt tot en met de laatste editie (2024).

Bono · The Edge · Adam Clayton · Larry Mullen jr.